# Hrîhorivka, Polohî
Hrîhorivka (în ucraineană Григорівка) este o comună în raionul Polohî, regiunea Zaporijjea, Ucraina, formată numai din satul de reședință.

## Demografie
Componența lingvistică a comunei Hrîhorivka
     Ucraineană (96,36%)
     Rusă (3,06%)
     Alte limbi (0,17%)
Conform recensământului din 2001, majoritatea populației comunei Hrîhorivka era vorbitoare de ucraineană (96,36%), existând în minoritate și vorbitori de rusă (3,06%).